# Cementerio de Cuchipuy
El cementerio de Cuchipuy es un sitio arqueológico chileno ubicado 7 km al sur de San Vicente de Tagua Tagua, en la Región de O'Higgins. Es el cementerio más antiguo de Chile, y se ha definido como una extensa área de sepultura con cuatro niveles con restos arqueológicos de hasta 8 mil años de antigüedad. En el se han encontrado restos de los periodos Arcaico y Agroalfarero.

## Descripción y hallazgos
El sitio se ubica en la comuna de San Vicente de Tagua Tagua, a los pies del cerro El Cerrillo, en el noreste de lo que fue la cuenca de la laguna Tagua Tagua, laguna de formación glaciar que existió en el sector hasta el siglo XIX. Fue descubierto en 1978 y desde entonces diversas excavaciones han encontrado restos de cerámica y esqueletos con cráneos y ofrendas funerarias.
Se compone de cuatro cementerios yacentes en forma estratigráfica:
| Nivel | Datación por radiocarbono | Periodo      | Hallazgos |
| ----- | ------------------------- | ------------ | --- |
| IV    | 8958 ± 170 AP             | Arcaico      | Esqueletos con cráneos ultradolicocéfalos y una ofrenda funeraria formada por puntas con pedúnculo.                                                                                        |
| III   | 7883 ± 132 AP             | Arcaico      | Similares a los niveles II y IV (de transición). |
| II    | 6380 ± 78 AP              | Arcaico      | Esqueletos con cráneos dolicocéfalos, junto a una ofrenda funeraria compuesta por artefactos líticos, de hueso y de concha, incluyendo piedras de moler, morteros y puntas sin pedúnculos. |
| I     | 1224 ± 77 cal AP          | Agroalfarero | Cerámica y esqueletos con cráneos braquicéfalos. |

La disposición de restos humanos en un sitial similar a un cementerio implica el uso para labores simbólicas por un período prolongado de tiempo realizado por personas pertenecientes al período paleoindio tardío o protoarcaico. Asimismo, el material encontrado sugiere que el asentamiento en Cuchipuy estaba orientado a la recolección de vegetales y caza de animales, incluyendo la rana chilena y la tagua, y el consumo de moluscos dulceacuícolas de la laguna, como Diplodon chilensis. Los hallazgos de los niveles del periodo arcaico indican que los pobladores de la época aprovechaban intensivamente los productos vegetales para transformarlos en alimentos digeribles.
En todos los niveles se han identificado vasijas restringidas con cuello, tanto con superﬁcies exteriores alisadas como pulidas. Algunas piezas de alfarería del Nivel I presentan fragmentos trícromos con escobillado interior, lo que sugiere una inﬂuencia incaica.

## Conservación
El terreno donde se encuentra el cementerio es de propiedad de la Municipalidad de San Vicente de Tagua Tagua. Los restos están protegidos por una especie de hangar metálico.